# Spiekbriefje

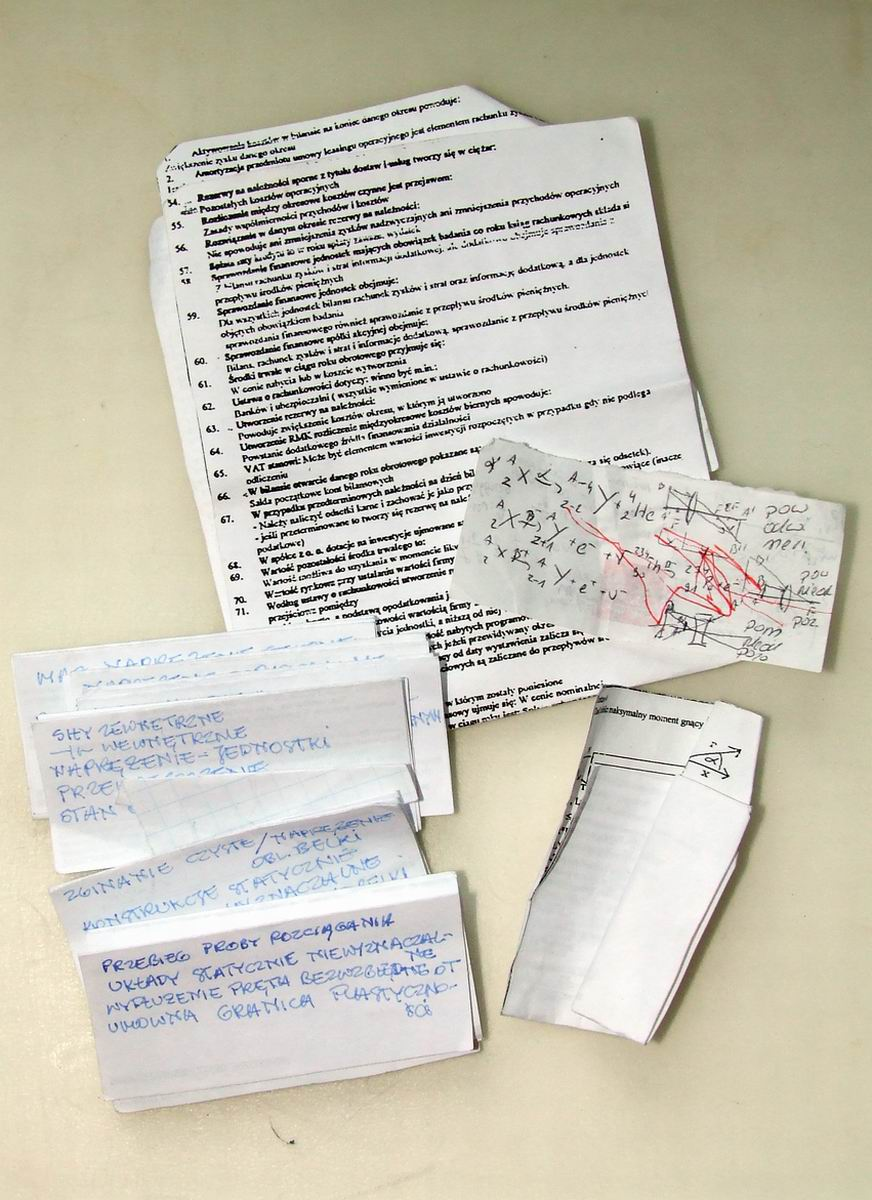
Een aantal spiekbriefjes

Een spiekbriefje (ook wel spiekblaadje of spiekpapiertje) is een papiertje met een beknopt aantal aantekeningen dat wordt gebruikt om iets snel op te zoeken.  
Spiekbriefjes worden zo genoemd omdat ze door studenten kunnen worden gebruikt om te spieken op een examen zonder dat de leraar het opmerkt. Vaak is een spiekbriefje een stukje papier beschreven met vergelijkingen of tekst. Het maken van een spiekbriefje kan al een nuttig effect hebben doordat de leerling de stof moet comprimeren. 
Men spreekt ook wel van een spiekbriefje als iemand bij het houden van een toespraak gebruikmaakt van notities. In die situatie is geen sprake van bedrog en wordt er doorgaans geen moeite gedaan om het spiekbriefje verborgen te houden.
De moderne vorm van dit spiekbriefje is de autocue, waarvan veelal de volledige tekst van de toespraak kan worden opgelezen.
In de informatica en informatietechnologie wordt in de betekenis van spiekbriefje de term cheat sheet gebruikt, voornamelijk om een referentielijst mee aan te duiden.